# Mistrzostwa Świata 2020 w League of Legends
Mistrzostwa Świata 2020 w League of Legends – dziesiąta edycja e-sportowych Mistrzostw Świata w League of Legends, która odbyła się w Chinach.
Drużyna DAMWON Gaming pokonała 3:1, chińską drużynę Suning. Było to pierwsze zwycięstwo drużyny DAMWON Gaming, oraz szóste dla Korei Południowej.

## Zakwalifikowane drużyny
Do Mistrzostw zakwalifikowały się 24 drużyny, z 12 lig. Jednakże, w wyniku ograniczeń w Wietnamie związanych z pandemią COVID 19, tamtejsze drużyny nie mogły wziąć udziału w wydarzeniu. W Mistrzostwach wzięły udział 22 drużyn z 11 lig na całym świecie.
| Region                                    | Liga                   | Drużyna                | ID                     | Pool                   |
| Start w fazie grupowej                    | Start w fazie grupowej | Start w fazie grupowej | Start w fazie grupowej | Start w fazie grupowej |
| ----------------------------------------- | ---------------------- | ---------------------- | ---------------------- | ---------------------- |
| Chiny                                     | LPL                    | Top Esports            | TES                    | 1                      |
| Chiny                                     | LPL                    | JD Gaming              | JDG                    | 2                      |
| Chiny                                     | LPL                    | Suning                 | SN                     | 2                      |
| Europa                                    | LEC                    | G2 Esports             | G2                     | 1                      |
| Europa                                    | LEC                    | Fnatic                 | FNC                    | 2                      |
| Europa                                    | LEC                    | Rogue                  | RGE                    | 3                      |
| Korea Południowa                          | LCK                    | Damwon Gaming          | DWG                    | 1                      |
| Korea Południowa                          | LCK                    | DRX                    | DRX                    | 2                      |
| Korea Południowa                          | LCK                    | Gen.G                  | GEN                    | 3                      |
| Ameryka Północna                          | LCS                    | Team SoloMid           | TSM                    | 1                      |
| Ameryka Północna                          | LCS                    | FlyQuest               | FLY                    | 3                      |
| Tajwan, Hong Kong, Makau, Azja Południowa | PCS                    | Machi Esports          | MCX                    | 3                      |
| Start w fazie wstępnej                    |                        |                        |                        |                        |
| Chiny                                     | LPL                    | LGD Gaming             | LGD                    | 1                      |
| Europa                                    | LEC                    | MAD Lions              | MAD                    | 1                      |
| Ameryka Północna                          | LCS                    | Team Liquid            | TL                     | 1                      |
| Tajwan, Hong Kong, Makau, Azja Południowa | PCS                    | PSG Talon              | PSG                    | 1                      |
| Rosja (CIS)                               | LCL                    | Unicorns of Love       | UOL                    | 2                      |
| Ameryka Łacińska                          | LLA                    | Rainbow7               | R7                     | 2                      |
| Turcja                                    | TCL                    | Papara SuperMassive    | SUP                    | 2                      |
| Brazylia                                  | CBLOL                  | INTZ                   | ITZ                    | 2                      |
| Japonia                                   | LJL                    | V3 Esports             | V3                     | 2                      |
| Oceania                                   | OPL                    | Legacy Esports         | LGC                    | 2                      |

## Faza wstępna
W fazie wstępnej (play-in) wystąpiło 10 drużyn, które zostały podzielone na 2 grupy. Drużyny grały systemem każdy z każdym, 1 raz do 1 wygranej mapy. Najlepsza drużyna z grupy awansowała do fazy grupowej, a drużyny od miejsca drugiego do czwartego awansowały do drugiej rundy fazy wstępnej, gdzie zmierzyły się w starciach best of 5. Zwycięzcy drugiej rundy awansowały do fazy grupowej. Mecze fazy wstępnej, grupowej, ćwierćfinały oraz półfinały zostały rozegrane w Shanghai Media Tech Studio, w Szanghaju.

### Runda Pierwsza

#### Grupa A
| Drużyna              | W | P |
| -------------------- | - | - |
| Team Liquid          | 3 | 1 |
| Legacy Esports       | 3 | 1 |
| SuperMassive Esports | 2 | 2 |
| MAD Lions            | 1 | 3 |
| INTZ                 | 1 | 3 |

W grupie rozegrano dwie dogrywki: Team Liquid wygrało z Legacy Esports, a MAD Lions z INTZ.

#### Grupa B
| Drużyna          | W | P |
| ---------------- | - | - |
| PSG Talon        | 3 | 1 |
| Unicorns of Love | 3 | 1 |
| Rainbow7         | 2 | 2 |
| LGD Gaming       | 1 | 3 |
| V3 Esports       | 1 | 3 |

### Runda Druga
Runda druga została podzielona na dwie drabinki.
W rundzie eliminacyjnej MAD Lions przegrało 2:3 z SuperMassive Esports. W rundzie kwalifikacyjnej SuperMassive przegrało 0:3 z Unicorns of Love.
W rundzie eliminacyjnej Rainbow7 przegrało 0:3 z LGD Gaming. W rundzie kwalifikacyjnej LGD Gaming wygrało 3:0 z Legacy Esports.

## Faza grupowa
W fazie grupowej wystąpiło 16 drużyn, które zostały podzielone na 4 grupy. Drużyny zagrały systemem każdy z każdym do 1 wygranej mapy. 2 najlepsze drużyny każdej grupy awansowały do fazy pucharowej.

### Grupa A
| Drużyna       | W | P |
| ------------- | - | - |
| Suning        | 4 | 2 |
| G2 Esports    | 4 | 2 |
| Team Liquid   | 3 | 3 |
| Machi Esports | 1 | 5 |

### Grupa B
| Drużyna       | W | P |
| ------------- | - | - |
| DAMWON Gaming | 5 | 1 |
| JD Gaming     | 4 | 2 |
| PSG Talon     | 2 | 4 |
| Rogue         | 1 | 5 |

### Grupa C
| Drużyna      | W | P |
| ------------ | - | - |
| Gen.G        | 5 | 1 |
| Fnatic       | 4 | 2 |
| LGD Gaming   | 3 | 3 |
| Team SoloMid | 0 | 6 |

### Grupa D
| Drużyna          | W | P |
| ---------------- | - | - |
| Top Esports      | 5 | 1 |
| DRX              | 4 | 2 |
| FlyQuest         | 3 | 3 |
| Unicorns of Love | 0 | 6 |

W grupie A drużyna G2 Esports przegrała dogrywkę z Suning.

## Faza Pucharowa
|  |                                 |               |                                 |                                 |   |             |                                                           |          |  |  |       |       |       |
|  | Ćwierćfinał                     | Ćwierćfinał   | Ćwierćfinał                     |                                 |   | Półfinał    | Półfinał                                                  | Półfinał |  |  | Finał | Finał | Finał |
|  | Ćwierćfinał                     | Ćwierćfinał   | Ćwierćfinał                     |                                 |   | Półfinał    | Półfinał                                                  | Półfinał |  |  | Finał | Finał | Finał |
|  | 17 października 2020 – Szanghaj |               |                                 |                                 |   |             |                                                           |          |  |  |       |       |       |
|  |                                 |               |                                 |                                 |   |             |                                                           |          |  |  |       |       |       |
|  | Top Esports                     | Top Esports   | 3                               |                                 |   |             |                                                           |          |  |  |       |       |       |
|  | Top Esports                     | Top Esports   | 3                               | 25 października 2020 – Szanghaj |   |             |                                                           |          |  |  |       |       |       |
|  | Fnatic                          | Fnatic        | 2                               |                                 |   |             |                                                           |          |  |  |       |       |       |
|  | Fnatic                          | Fnatic        | 2                               |                                 |   | Top Esports | Top Esports                                               | 1        |  |  |       |       |       |
|  | 16 października 2020 – Szanghaj |               |                                 |                                 |   | Top Esports | Top Esports                                               | 1        |  |  |       |       |       |
|  |                                 |               | Suning                          | Suning                          | 3 |             |                                                           |          |  |  |       |       |       |
|  | Suning                          | Suning        | Suning                          | Suning                          | 3 | 3           |                                                           |          |  |  |       |       |       |
|  | Suning                          | Suning        |                                 |                                 |   | 3           | 31 października 2020 – Szanghaj (SAIC Motor Pudong Arena) |          |  |  |       |       |       |
|  | JD Gaming                       | JD Gaming     | 1                               |                                 |   |             |                                                           |          |  |  |       |       |       |
|  | JD Gaming                       | JD Gaming     | 1                               |                                 |   | Suning      | Suning                                                    | 1        |  |  |       |       |       |
|  | 18 października 2020 – Szanghaj |               |                                 |                                 |   | Suning      | Suning                                                    | 1        |  |  |       |       |       |
|  |                                 |               | DAMWON Gaming                   | DAMWON Gaming                   | 3 |             |                                                           |          |  |  |       |       |       |
|  | Gen.G                           | Gen.G         | DAMWON Gaming                   | DAMWON Gaming                   | 3 | 0           |                                                           |          |  |  |       |       |       |
|  | Gen.G                           | Gen.G         | 24 października 2020 – Szanghaj |                                 |   | 0           |                                                           |          |  |  |       |       |       |
|  | G2 Esports                      | G2 Esports    | 3                               |                                 |   |             |                                                           |          |  |  |       |       |       |
|  | G2 Esports                      | G2 Esports    | 3                               |                                 |   | G2 Esports  | G2 Esports                                                | 1        |  |  |       |       |       |
|  | 15 października 2020 – Szanghaj |               |                                 |                                 |   | G2 Esports  | G2 Esports                                                | 1        |  |  |       |       |       |
|  |                                 |               | DAMWON Gaming                   | DAMWON Gaming                   | 3 |             |                                                           |          |  |  |       |       |       |
|  | DAMWON Gaming                   | DAMWON Gaming | DAMWON Gaming                   | DAMWON Gaming                   | 3 | 3           |                                                           |          |  |  |       |       |       |
|  | DAMWON Gaming                   | DAMWON Gaming |                                 |                                 |   |             |                                                           |          |  |  |       |       |       |
|  | DRX                             | DRX           | 1                               |                                 |   |             |                                                           |          |  |  |       |       |       |
|  | DRX                             | DRX           | 1                               |                                 |   |             |                                                           |          |  |  |       |       |       |

Źródło. Najlepsza czwórka:
| Miejsce | Zespół        | Gracze                 | Gracze                    | Gracze                | Gracze                   | Gracze                   | Nagrody pieniężne |
| Miejsce | Zespół        | Top                    | Dżungla                   | Środek                | ADC                      | Wsparcie                 | Nagrody pieniężne |
| ------- | ------------- | ---------------------- | ------------------------- | --------------------- | ------------------------ | ------------------------ | ----------------- |
| 1       | Damwon Gaming | Nuguri (Jang Ha-gwon)  | Canyon (Kim Geon-bu)      | ShowMaker (Heo Su)    | Ghost (Jang Yong-jun)    | BeryL (Cho Geon-hee)     | 556,250 $         |
| 2       | Suning        | Bin (Chen Zebin)       | SofM (Lê Quang Duy)       | Angel (Xiang Tao)     | huanfeng (Tang Huanfeng) | SwordArt (Hu Shuo-Chieh) | 389,375 $         |
| 3-4     | G2 Esports    | Wunder (Martin Hansen) | Jankos (Marcin Jankowski) | Caps (Rasmus Winther) | Perkz (Luka Perković)    | Mikyx (Mihael Mehle)     | 200,250 $         |
| 3-4     | Top Esports   | 369 (Bai Jiahao)       | Karsa (Hung Hao-hsuan)    | knight (Zhuo Ding)    | JackeyLove (Yu Wenbo)    | yuyanjia (Liang Jiayuan) | 200,250 $         |

## Nagrody
Członkowie zwycięskiej drużyny podnieśli Puchar Przywoływacza, zdobywając tytuł Mistrzów Świata League of Legends 2020. Oprócz tego zdobyli nagrodę pieniężną w wysokości ponad 556 tys. dolarów. Gracz Kim "Canyon" Geon-bu ze zwycięskiej drużyny został wybrany najlepszym graczem turnieju.